# Yan Li
Yan Li, född 1954, är en kinesisk poet och bildkonstnär.
Han är en del av den avantgardistiska kinesiska poesin sedan slutet av 1970-talet. Hans poesi präglas av ett surrealistiskt bildspråk, vardagsnära realism och svart humor och han är även en internationellt uppmärksammad bildkonstnär. 2005 besökte han Sverige och deltog bland annat i tidskriften 00-Tals poesifestival.